# Heteropoda schwendingeri
Espèce
Heteropoda schwendingeri est une espèce d'araignées aranéomorphes de la famille des Sparassidae.

## Distribution
Cette espèce est endémique de la province de Chumpon en Thaïlande,. Elle se rencontre à l'intérieur de la grotte Nam Lod Yai.

## Description
La carapace du mâle holotype mesure 13,3 mm de long sur 11,6 mm et l'abdomen 13,5 mm de long sur 7,3 mm. Le mâle est jaune-brun à brun clair.
La carapace de la femelle mesure de 12,9 à 13,4 mm de long sur de 10,8 à 11,7 mm et l'abdomen de 11,2 à 17,2 mm de long sur de 6,7 à 12,3 mm.

## Étymologie
Cette espèce est nommée en l'honneur de Peter J. Schwendinger, arachnologiste au muséum d'histoire naturelle de Genève, établissement qui conserve l'holotype.

## Publication originale
- Jäger, 2005 : New large-sized cave-dwelling Heteropoda species from Asia, with notes on their relationships (Araneae: Sparassidae: Heteropodinae). Revue suisse de zoologie, vol. 112, no 1, p. 87-114 (texte intégral).